# Eötvös Gábor
Eötvös Gábor (Balatonmagyaród, 1921. június 28. – Budapest, 2002. január 12.) magyar artista, zenebohóc.

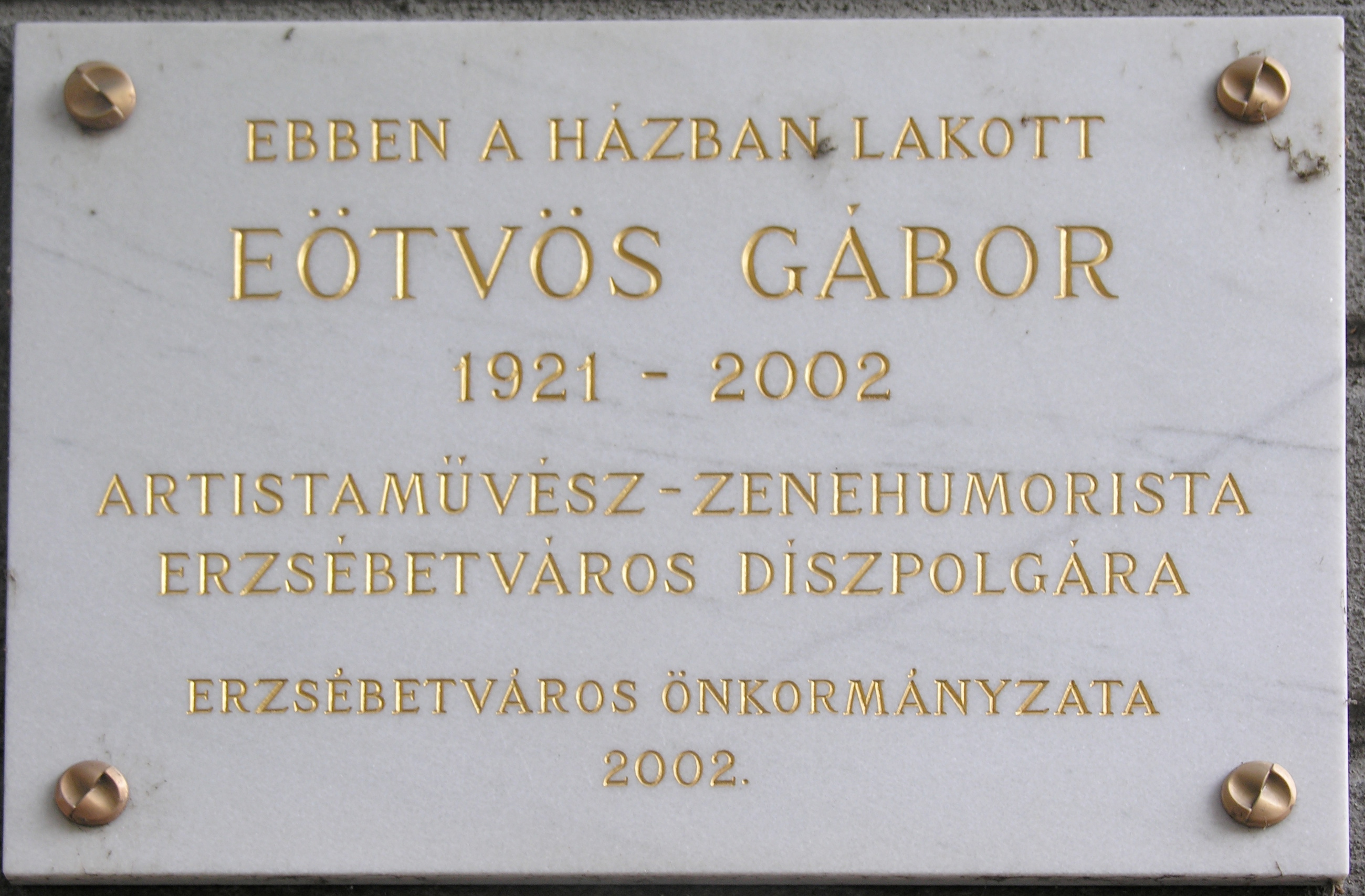
Eötvös Gábor emléktáblája egykori lakhelyén, a Damjanich utca 27. szám alatt

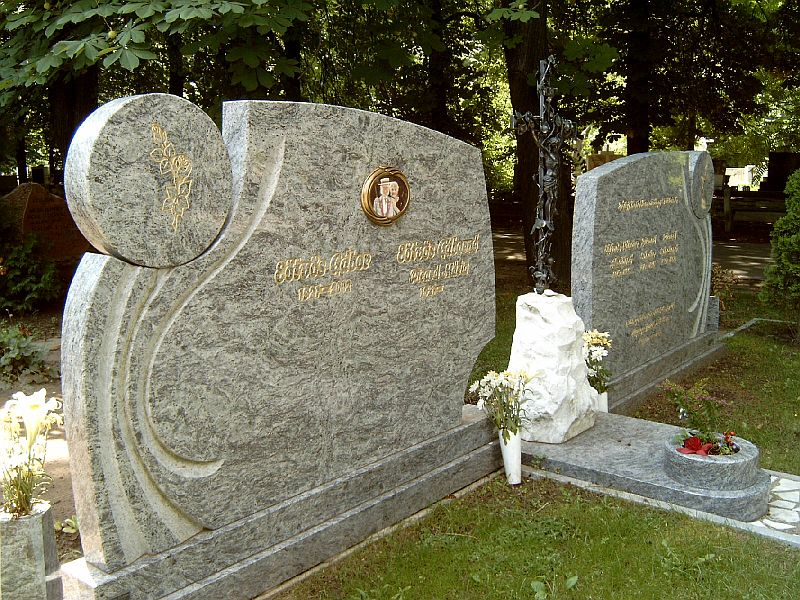
Eötvös Gábor sírja Budapesten, az Új köztemetőben.

Kétszáz éves artista dinasztia tagja volt; stílszerűen lakókocsiban született. Öt testvére és hét féltestvére is artista volt. Felesége, Picárd Mariska is a cirkusz világából származott.
Hétévesen kezdett tanulni hangszeren játszani. 12 évesen egy kis szerepet kapott egy bohócszámban.
Megmaradtam valaminek: bohócnak. Ez sokkal magasabb pozíciót biztosít, mint bármely politikusé.

## Van máásik
Leghíresebb mutatványában visszatérő kifejezés volt: „Van mááásik!!!”
A mutatványban a kisember szerepét mutatja be (amiben testi adottságai is segítik, hiszen kis növésű), akit a sokkal nagyobb emberek mindig megakadályoznak, hogy eljátsszon egy dallamot, amitől a szív életre kel, de kitartással és szorgalommal mindig a kisember győz, mert mindig van má-ásik.
A szám 20-25 nyelven aratott sikert, négy kontinensen.
1964-ben egy svájci fellépés alkalmával Chaplin a cirkuszi öltözőjében családja kíséretében egy csokor szalmavirággal gratulált.
Tetszel nekem, mert önmagadat adod, és a lényegről beszélsz. Gratulálok! Nem használsz parókát, meg nagy cipőket, és nem is vagy agyonfestve. Én is egész életemben azon igyekeztem, hogy minden figurában önmagamat adjam. Benned mintha magamat látnám. Csak így tovább, fiú!
2000 márciusában a Fővárosi Nagycirkuszban tartott búcsúfellépésén a híres számát fiának ifjabb Eötvös Gábornak adta át.

## Elismerések
- 1964. Egy csokor szalmavirág Chaplintől
- 1967. Jászai Mari-díj
- 1976. Érdemes művész
- 1991. (70. születésnapja alkalmából) a Magyar Köztársaság Csillagrendje
- 2000. március: búcsúfellépés a Fővárosi Nagycirkuszban
- 2001. A Magyar Köztársasági Érdemrend tisztikeresztje
- 2001. Párhuzamos Kultúráért díj[4]
- 2001. Erzsébetváros díszpolgára

## Könyv
- Harangozó Márta: Van má-ásik! Eötvös Gábor élete. Budapest, 1990.